# Protimesius
Genre
Protimesius est un genre d'opilions laniatores de la famille des Stygnidae.

## Distribution
Les espèces de ce genre se rencontrent, au Brésil, en Guyane et au Suriname.

## Liste des espèces
Selon World Catalogue of Opiliones (05/10/2021) :
- Protimesius gracilis Roewer, 1913
- Protimesius lucifer Villarreal, de Ázara & Kury, 2019
- Protimesius orcus Villarreal, de Ázara & Kury, 2019

## Publication originale
- Roewer, 1913 : « Die Familie der Gonyleptiden der Opiliones-Laniatores [Part 2]. » Archiv für Naturgeschichte, sér. A, vol. 79, no 5, p. 257–472 (texte intégral).